# Frontiera Granadina

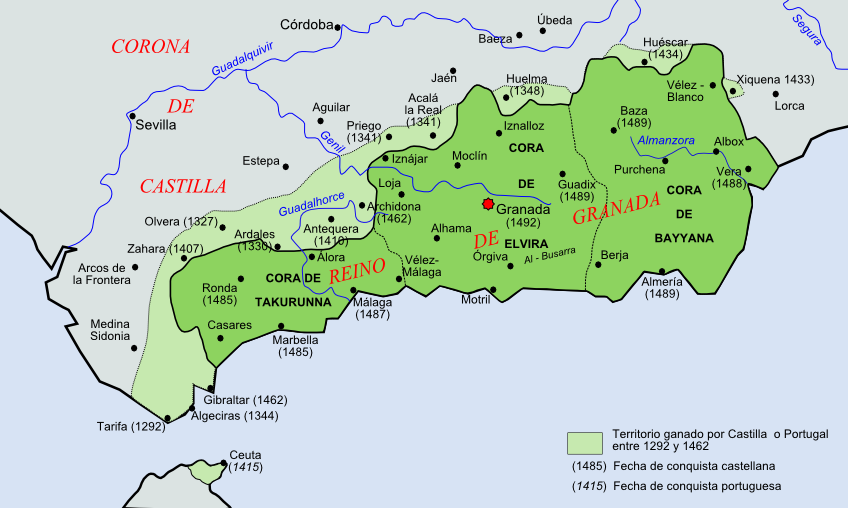
Il Regno di Granada attorno a cui si sviluppava la Frontiera Granadina

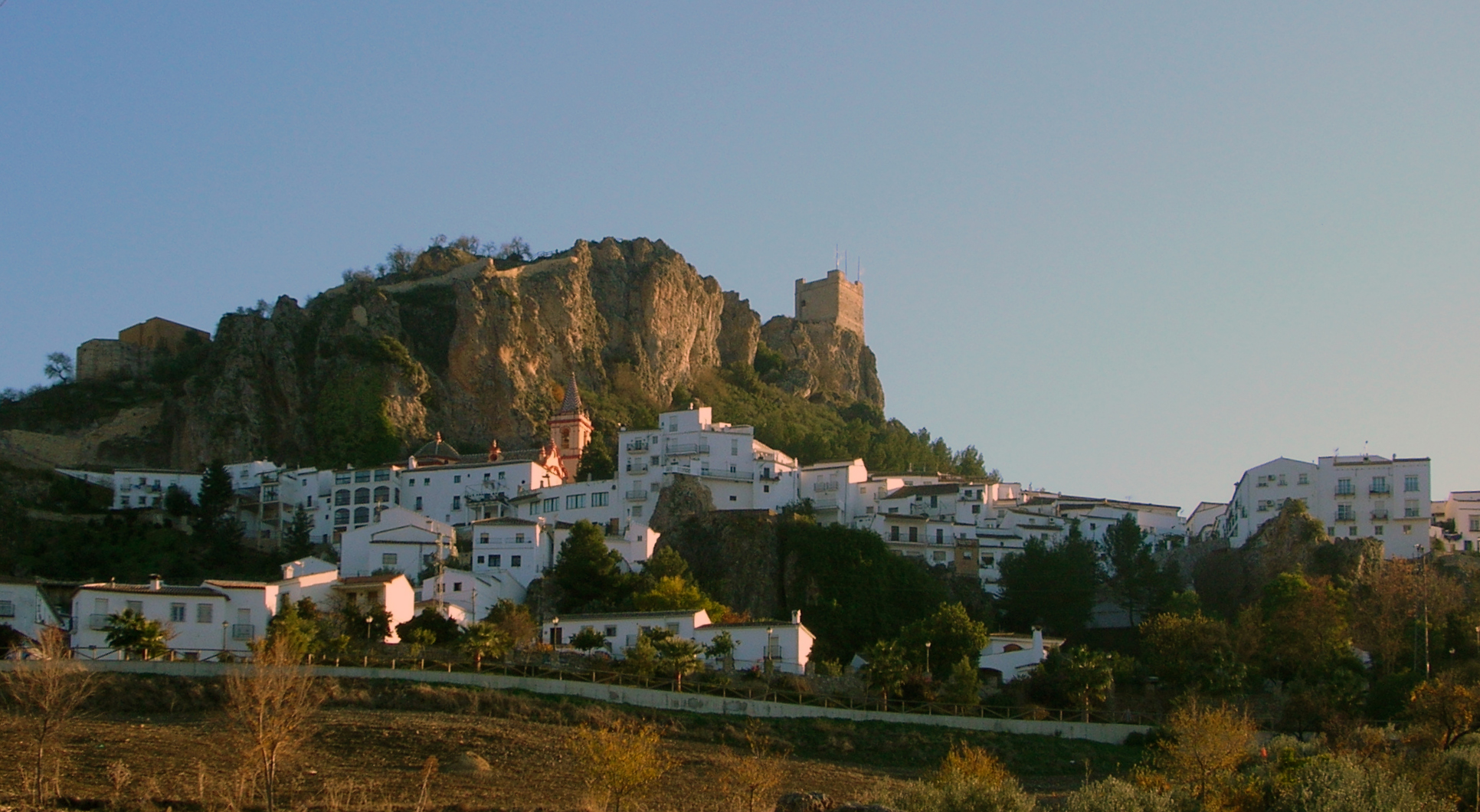
Zahara de la Sierra, enclave della Sierra de Cadice conquistata dalla Castiglia nel 1407.

La Frontiera Granadina fu un territorio di confine della Corona di Castiglia, a volte considerata impropriamente terra di nessuno, situata tra l'islamico Regno di Granada e l'allora Andalusia e formata dai regni cristiani di Jaén, Cordova e Siviglia. Questo territorio che abitualmente si conosce come la Frontera, a volte riceveva anche il nome de La Banda Morisca (La Fascia Morisca).
Esistono numerosi toponimi in Andalusia che fanno allusione alla Frontiera Granadina. Nella Provincia di Cadice a partire dal più famoso Jerez de la Frontera, vi sono anche Arcos de la Frontera, Castellar de la Frontera, Chiclana de la Frontera, Conil de la Frontera, Jimena de la Frontera e Vejer de la Frontera; nella Provincia di Malaga, Cortes de la Frontera; nella Provincia di Cordova, Aguilar de la Frontera; nella Provincia di Siviglia, Morón de la Frontera. A questi fanno eccezione i municipi di Palos de la Frontera e Rosal de la Frontera nella Provincia di Huelva, in quanto qui si fa riferimento al confine col Portogallo anche se la famosa Palos non si trova esattamente al limite con lo stato lusitano. 
La Frontiera Granadina fu delimitata nella prima metà del XIII secolo dalle estese conquiste di Ferdinando III di Castiglia detto il Santo nella valle del Guadalquivir, per consolidarsi durante il regno di Alfonso X il Saggio, specialmente dopo la rivolta Mudejar del 1264 e sparire definitivamente dopo la presa di Granada del 1492.
Durante la sua esistenza la frontiera ebbe grande importanza militare, politica, economica, religiosa e culturale. Oltre ad essere un confine tra tanti rappresentò per più di due secoli il limite europeo tra Cristianesimo ed Islam, tra la crociata e il jihād. La stessa rese possibili attività economiche lecite ed illecite come il commercio di prodotti orientali; oppure attività militari volte alla presa del bottino, alla cattura di ostaggi destinati alla schiavitù o alla liberazione di prigionieri; ruolo importante era ricoperto dagli ordini religiosi.
Sotto l'aspetto culturale ed artistico, la scrittura di romances fronterizos (romanzi di frontiera) costituì uno degli aspetti più brillanti del contatto tra civiltà.
La Frontiera granadina rappresentò un elemento chiave nella creazione dell'identità andalusa ed il modo come si vide in tutta la Spagna la cultura islamica.